# Aulagromyza fulvicornis
Aulagromyza fulvicornis är en tvåvingeart som beskrevs av Friedrich Georg Hendel 1935. Aulagromyza fulvicornis ingår i släktet Aulagromyza och familjen minerarflugor.
Artens utbredningsområde är Italien. Arten är reproducerande i Sverige. Inga underarter finns listade i Catalogue of Life.